# Odisea
Odisea è il primo album in studio del cantante portoricano Ozuna, pubblicato il 25 agosto 2017.

## Tracce
1. Odisea – 3:09
2. Tu Foto – 3:13
3. Se Preparó – 3:08
4. Cumpleaños (featuring Nicky Jam) – 3:39
5. Dile Que Tú Me Quieres – 3:46
6. Egoísta (featuring Zion & Lennox) – 4:07
7. Una Flor – 3:26
8. Quiero Repetir (featuring J Balvin) – 3:20
9. Noches de Aventura – 3:56
10. Pide Lo Que Tú Quieras (featuring De La Ghetto) – 3:56
11. Síguelo Bailando – 3:46
12. Bebé (featuring Anuel AA) – 3:50
13. El Farsante – 3:53
14. No Quiere Enamorarse – 3:33
15. Carita de Ángel – 3:21
16. Si No Te Quiere – 3:46